# Bibići
Bibići is een plaats in de gemeente Svetvinčenat in de Kroatische provincie Istrië. De plaats telt 144 inwoners (2001).